# Saison 7 de Fear the Walking Dead
Chronologie
Saison 6 Saison 8
La septième saison de Fear the Walking Dead, série télévisée américaine dérivée de l'univers de The Walking Dead, est diffusée du 17 octobre 2021 au 5 juin 2022 sur AMC avec un épisode tous les dimanches.

## Synopsis
La saison suit le groupe séparé au Texas alors qu'ils tentent de survivre aux retombées nucléaires provoquées par Teddy et ses adeptes. Ainsi que l'affrontement philosophique entre Victor et Morgan.

## Distribution

### Acteurs principaux
- Alycia Debnam-Carey (VF : Anouck Hautbois) : Alicia Clark
- Lennie James (VF : Thierry Desroses) : Morgan Jones
- Colman Domingo (VF : Lucien Jean-Baptiste) : Victor Strand
- Danay García (VF : Ludivine Maffren) : Luciana Galvez
- Austin Amelio (VF : Alexis Victor) : Dwight
- Mo Collins (VF : Marie-Madeleine Burguet-Le Doze) : Sarah Rabinowitz
- Alexa Nisenson (VF : Lisa Caruso) : Charlie
- Karen David (VF : Ariane Aggiage) : Grace Mukherjee
- Colby Hollman (VF : Mike Fedée) : Wes (épisodes 1 à 14)
- Jenna Elfman (VF : Céline Monsarrat) : June Dorie
- Rubén Blades (VF : Gilbert Lévy) : Daniel Salazar
- Christine Evangelista (VF : Victoria Grosbois) : Sherry
- Keith Carradine (VF : Patrick Bonnel) : John Dorie Sr. (épisodes 1 à 12)

### Acteurs récurrents
- Omid Abtahi (VF : Sébastien Desjours) : Howard (épisodes 1 à 12)
- Demetrius Grosse (VF : Jean-Paul Pitolin) : Josiah LaRoux (épisodes 2,4 et 15)
- Daryl Mitchell (VF : Frantz Confiac) : Wendell
- Aisha Tyler : Mickey (épisode 5)
- Peter Jacobson (VF : Roland Timsit) : Jacob Kessner (épisodes 14 et 15)
- Spenser Granese : Arnold (épisodes 7 à 11)

### Invités
- Gus Halper (VF : Valentin Merlet) : Will (épisodes 1 et 8)
- Maggie Grace (VF : Ingrid Donnadieu) : Althea « Al » Szewczyk-Przygocki (épisodes 4 et 6)
- Syndey Lemmon (VF : Patricia Spehar) : Isabelle (épisode 6)
- Kim Dickens (VF : Rafaèle Moutier) : Madison Clark (épisode 16)

## Production

### Développement
Le 3 décembre 2020, la série a été renouvelée pour une septième saison.

### Attribution des rôles
En juillet 2021, il a été annoncé que Sydney Lemmon reviendrait dans le rôle d'Isabelle. En septembre 2021, il a été confirmé qu'Aisha Tyler rejoindrait la distribution dans un rôle non divulgué. Tyler avait précédemment réalisée un épisode de la sixième saison.
Le 5 décembre 2021, lors d’une émission Talking Dead, Kim Dickens annonce que son personnage est encore en vie et qu’elle fera son retour à partir de la deuxième partie de cette saison.

### Tournage
Le tournage a commencé en avril 2021 et a pris fin en décembre 2021 au Texas.

## Liste des épisodes
1. Le Phare
2. Six heures
3. Cindy Hawkins
4. Respire avec moi
5. Jusqu'à la mort
6. Récupération
7. Le Portrait
8. PADRE
9. Suis-moi
10. Nymphalis Antiopa
11. Ofelia
12. Sonny Boy
13. Canot de sauvetage
14. L'Œuvre de la providence
15. Amina
16. Plus la même

### Épisode 1:Le Phare
- États-Unis : 10 octobre 2021 sur AMC+ / 17 octobre 2021 sur AMC
- France : 18 octobre 2021 sur Canal+ Séries (en VF)

- États-Unis : 1,09 million de téléspectateurs (première diffusion)

- Gus Halper : Will

### Épisode 2:Six heures
- États-Unis : 17 octobre 2021 sur AMC+ / 24 octobre 2021 sur AMC
- France : 25 octobre 2021 sur Canal+ Séries (en VF)

- États-Unis : 960 000 téléspectateurs (première diffusion)

### Épisode 3:Cindy Hawkins
- États-Unis : 24 octobre 2021 sur AMC+ / 31 octobre 2021 sur AMC
- France : 5 novembre 2021 sur Canal+ Séries (en VF)

- États-Unis : 870 000 téléspectateurs (première diffusion)

Brittany Bradford : Cindy Hawkins (hallucination de John Dorie)

### Épisode 4:Respire avec moi
- États-Unis : 31 octobre 2021 sur AMC+ / 7 novembre 2021 sur AMC
- France : 12 novembre 2021 sur Canal+ Séries (en VF)

- États-Unis : 730 000 téléspectateurs (première diffusion)

### Épisode 5:Jusqu'à la mort
- États-Unis : 7 novembre 2021 sur AMC+ / 14 novembre 2021 sur AMC
- France : 19 novembre 2021 sur Canal+ Séries (en VF)

- États-Unis : 930 000 téléspectateurs (première diffusion)

### Épisode 6:Récupération
- États-Unis : 14 novembre 2021 sur AMC+ / 21 novembre 2021 sur AMC
- France : 26 novembre 2021 sur Canal+ Séries (en VF)

- États-Unis : 880 000 téléspectateurs (première diffusion)

- Sydney Lemmon : Isabelle

### Épisode 7:Le Portrait
- États-Unis : 21 novembre 2021 sur AMC+ / 28 novembre 2021 sur AMC
- France : 3 décembre 2021 sur Canal+ Séries (en VF)

- États-Unis : 940 000 téléspectateurs (première diffusion)

Federica Rangel : Juliana, l'artiste peintre
La mégalomanie de Strand est à son apogée, Il rejette tout potentielle nouvelle recrue. Mais Morgan se présente avec Mo malade à la plate-forme d'admission. Strand le renvoie puis se ravise. June examine Mo qui a une infection des oreilles, il faudra 36 à 48 heures pour savoir si les antibiotiques fonctionnent. Strand exige en contrepartie une faveur de la part de Morgan. Ils sont interrompus par un groupe de « Stalkers » qui lance des rôdeurs sur le bâtiment avec une catapulte suivi d'une grosse explosion qui secoue le bâtiment. 
Strand parle au chef des Stalkers Arno qui a fourré des morceaux d'une ogive nucléaire dans certains des rôdeurs. Il menace de jeter des marcheurs contaminés à la tour à moins que Strand n'accorde sa résidence de groupe. Il donne à Strand une heure pour se décider. Après avoir raccroché, Strand se recroqueville de douleur et suffoque, empoisonné.
Morgan propose d'appeler Grace par radio pour obtenir de l'aide, ils doivent retrouver une radio à l'armurerie. Strand accepte à contrecœur et pensant qu'il y a un traître dans la tour et insiste pour aller lui-même à l'armurerie. En chemin Strand demande à Morgan de trouver Alicia.
Strand se réveille presque remis de l'empoisonnement. Grace et Sarah ont supprimé les Stalkers à l'aide du camion SWAT. Morgan tend une main bleuie pour aider Strand à se relever et se rend compte que c'est Morgan qui l'a empoisonné avec du bleu de méthylène. Avant que Strand jette Morgan par-dessus le toit, Grace l'appelle pour avertir que certains des rôdeurs radioactifs ont rejoint la horde autour de la tour et vont exploser ou laisser échapper des radiations. Elle propose de retirer les marcheurs irradiés en échange de la vie de Morgan. Strand accepte mais dit qu'elle et Mo doivent vivre à la tour. Il ordonne de lui amener Mo afin qu'elle puisse s'habituer à son nouveau père.

### Épisode 8:PADRE
- États-Unis : 28 novembre 2021 sur AMC+ / 5 décembre 2021 sur AMC
- France : 10 décembre 2021 sur Canal+ Séries (en VF)

- États-Unis : 840 000 téléspectateurs (première diffusion)

- Gus Halper : Will

Dans des flashbacks, après avoir été enfermée dans le bunker par Teddy, Alicia devient à contrecœur le chef des adeptes du culte, et rencontre Will qui l'aide à chercher une issue. Il lui apprend également l'existence de PADRE, un lieu secret du gouvernement censé avoir les ressources nécessaires pour reconstruire le monde, mais dont seul le sénateur mort-vivant Elias Vazquez connaît l'emplacement. En essayant de s'échapper du bunker par les égouts, Alicia est mordue au bras par le sénateur et elle s'ampute le bras ; Lui ayant suturé la plaie, Will part peu de temps après, sentant qu'il fait plus de mal que de bien à Alicia en restant avec elle. 

### Épisode 9:Suis-moi
- États-Unis : 17 avril 2022 sur AMC+ et AMC
- France : 18 avril 2022 sur Canal+ Séries (en VF)[4]

- États-Unis : 840 000 téléspectateurs (première diffusion)

### Épisode 10:Nymphalis Antiopa
- États-Unis : 17 avril 2022 sur AMC+ / 24 avril 2022 sur AMC
- France : 25 avril 2022 sur Canal+ Séries (en VF)

- États-Unis : 790 000 téléspectateurs (première diffusion)

### Épisode 11:Ofelia
- États-Unis : 24 avril 2022 sur AMC+ / 1er mai 2022 sur AMC
- France : 2 mai 2022 sur Canal+ Séries (en VF)

- États-Unis : 740 000 téléspectateurs (première diffusion)

### Épisode 12:Sonny Boy
- États-Unis : 1er mai 2022 sur AMC+ / 8 mai 2022 sur AMC
- France : 9 mai 2022 sur Canal+ Séries (en VF)

- États-Unis : 720 000 téléspectateurs (première diffusion)

### Épisode 13:Canot de sauvetage
- États-Unis : 8 mai 2022 sur AMC+ / 15 mai 2022 sur AMC
- France : 16 mai 2022 sur Canal+ Séries (en VF)

- États-Unis : 740 000 téléspectateurs (première diffusion)

### Épisode 14:L'Œuvre de la providence
- États-Unis : 15 mai 2022 sur AMC+ / 22 mai 2022 sur AMC
- France : 23 mai 2022 sur Canal+ Séries (en VF)

- États-Unis : 660 000 téléspectateurs (première diffusion)

### Épisode 15:Amina
- États-Unis : 22 mai 2022 sur AMC+ / 29 mai 2022 sur AMC
- France : 30 mai 2022 sur Canal+ Séries (en VF)

- États-Unis : 600 000 téléspectateurs (première diffusion)

### Épisode 16:Plus la même
- États-Unis : 29 mai 2022 sur AMC+ / 5 juin 2022 sur AMC
- France : 6 juin 2022 sur Canal+ Séries (en VF)

- États-Unis : 710 000 téléspectateurs (première diffusion)

- Kim Dickens : Madison Clark